# 9nine (專輯)
《9nine》是日本女子音樂組合9nine的第三張專輯，於2012年3月7日經SME Records發行。

## 概要
本專輯是9nine在重組後發行的首張專輯，也是張同名專輯，共分「通常盤」、附有特典DVD的「初回生產限定盤A」和帶有24頁相片集的「初回生產限定盤B」共三種形態發售。

## 收錄曲
1. Fly [4:14]
作詞：Takashi Morisawa，作曲：kaji，編曲：Shogo Ohnishi
2. 少女旅行者 [4:42]
作詞：tzk，作曲、編曲：Kouichiro Takahashi
3. 滴答☆2NITE [3:36]
作詞、作曲：Yoshihiro Saito，編曲：Kouichiro Takahashi
4. 夏 wanna say love U [4:23]
作詞：tzk，作曲、編曲：Kouichiro Takahashi
5. koizora [4:38]
作詞：Leo Kanda，作曲：Takeo Asami，編曲：Takahiro Furukawa
6. Orange days（オレンジ days） [4:56]
作詞：Nozomi Maezawa，作曲：Kotaro Kusuno，編曲：Yusuke Naruse
7. Cross Over [4:46]
作詞：Nozomi Maezawa，作曲：Takahiro Furukawa，編曲：Shunsuke Tsuri
8. too blue [4:38]
作詞：Mary Tan，作曲、編曲：Tomoyoshi Suzuki
9. Love me? [3:47]
作詞：U-ka，作曲：Tomoyoshi Suzuki，編曲：Kouichiro Takahashi
10. Darling、Darling（ダーリン、ダーリン） [4:02]
作詞：Izumi Soratani，作曲、編曲：Hayato Tanaka
11. #girls [3:59]
作詞：tzk，作曲：Rui Tanaka，編曲：Tatsuya Kurauchi
12. SHINING☆STAR [3:37]
作詞、作曲：Naonobu Amimoto，編曲：Syogo Ohnishi
13. 9nine o'clock [5:58]
作詞：tzk，作曲、編曲：Kengo Minamida
Bonus Track

## 初回特典
初回生產限定盤A
- DVD
  1. Cross Over（Music Video）
  2. SHINING☆STAR（Music Video）
  3. 夏 wanna say love U（Music Video）
  4. 滴答☆2NITE（Music Video）
  5. 少女旅行者（Music Video）
  6. 9nine誕生之軌跡

初回生產限定盤B
- 24頁相片集

全部種類共通之特典
- Original交換卡片（全6種+超罕有1種）

## 外部連結
- SME Records介紹專頁
  - 初回生產限定盤A（页面存档备份，存于）
  - 初回生產限定盤B（页面存档备份，存于）
  - 通常盤（页面存档备份，存于）